# 小竹林
小竹林（しょうちくりん）は、東日本旅客鉄道（JR東日本）のグループ会社の日本レストランエンタプライズ（NRE）が経営し、現在は八王子支社・横浜支社エリアで出店している立ち食いそば店である。

## 概要
2009年3月までは、同じくJR東日本の支社別グループ会社だったジェイアールかいじ企画開発（八王子支社）とジェイアール神奈川企画開発（横浜支社）が経営していた。青梅駅の「青梅想ひ出そば」、大月駅の「大月かいじ」は、2009年3月以前はジェイアールかいじ企画開発の経営で、姉妹店舗と呼べる存在だった。

「そば」と「うどん」、おにぎりや稲荷寿司、かき氷、酒類を扱っている店もある。
特色としては、コシのある冷凍麺の使用が挙げられる。
店舗によっては年末に「年越しそば」として、テイクアウト用に5食セットのそばが発売されていた。また、通年でメニューに同様に5食セットの「持帰りそば」「持帰りうどん」があった店舗も存在した。
2009年（平成21年）4月1日、JR東日本グループ統廃合の一環で会社は株式会社東日本環境アクセス（現・JR東日本環境アクセス）に吸収され、立ち食いそば事業はNREへ移譲された。これに前後して、ジェイアール東日本フードビジネス（JEFB）経営の「あずみ」や、 NRE経営の「あじさい」（現・あじさい茶屋）に転換した店舗がある。「小竹林」として営業を続けている店舗はNREのウェブサイトには掲載されていない。三鷹駅のように、「あじさい茶屋」にほぼ準拠したものになった後も、冷凍麺を使っている店もある。

## 沿革
- JR東日本の発足後に新橋駅烏森口に「そばたいむ小竹林」の店名で1号店を出店（同店は「あじさい」に転換後、2010年に駅改良工事に伴い閉店）。
- 「小竹林」に改名

## 店舗
既に全店、NREの店舗に転換しており、現存しない。転換直前の時点で存在した店は以下の通り。

### 旧・ジェイアールかいじ企画開発
- 府中本町駅（改札内外。かつては改札内のみで、駅構内改装による移転時に改札外からも利用可能な店舗となった。2015年2月16日に閉店し、『いろり庵きらく』がオープンした。）

### 旧・ジェイアール神奈川企画開発
- 港南台駅（駅舎内、改札外からも利用可能）
- 東戸塚駅（改札外）

### 転換前に閉店した店舗
- 立川駅
- 西八王子駅
- 八王子みなみ野駅
- 三鷹駅（改札外は武蔵野うどん、改札内は彩花庵に改装。現在はいろり庵きらくに再改装）
- 八王子駅（いちょう庵に改装。現在はいろり庵きらくに再改装）
- 豊田駅（駅構内の店が閉店した数年後に改札外自由通路に再開店。現在はいろり庵きらくに再改装）
- 川崎駅
- 大森駅 (東京都)
- 石川町駅（北口(中華街口)駅舎内、改札外からも利用可能）
- 根岸駅
- 辻堂駅（東口改札内コンコース）
- 二宮駅（改札外自由通路）
- 西国分寺駅
- 小田原駅（上りホーム。2018年3月31日をもって閉店）